# Lófos (ort i Grekland, Thessalien)
Lófos är en ort i Grekland.   Den ligger i prefekturen Nomós Larísis och regionen Thessalien, i den centrala delen av landet, 260 km nordväst om huvudstaden Aten. Lófos ligger 533 meter över havet och antalet invånare är 196.
Terrängen runt Lófos är varierad.Runt Lófos är det ganska glesbefolkat, med 28 invånare per kvadratkilometer. Närmaste större samhälle är Elassóna, 13,4 km söder om Lófos. Trakten runt Lófos består till största delen av jordbruksmark.